# Гоумерсолл, Стивен
Сэр Стивен Гоумерсолл (англ. Stephen Gomersall; 17.01.1948, Йоркшир, Англия) — британский дипломат.
Обучался в кембриджском Королевском колледже (первоклассный бакалавр искусств по современным языкам, 1969). Степень магистра по международным исследованиям получил в Стэнфордском университете (1970).
На службе в Форин-офис с 1970 года по июль 2004 года.
В 1972—77 и 1986—90 годах работал в Японии.
В 1994—98 годах заместитель постоянного представителя Великобритании в ООН.
В 1999—2004 годах посол Великобритании в Японии.
C 2004 года генеральный директор по Европе компании Hitachi.